# Cheekah
Cheekah is een fictieve robot die te "horen" en te zien is op de single Cheekah Bow Bow (That Computer Song) van de Vengaboys.
In 2000 werd de robot geïntroduceerd als een vijfde lid van de dance-formatie Vengaboys. Op de single is alleen de "stem" van Cheekah te horen: een computerstemgeluid. In de bijhorende videoclip is Cheekah als computeranimatie te zien, die door het beeld huppelt. De bewerking is afkomstig van dj Bart Claessen.
Deze voorlaatste Vengaboys-single was niet erg succesvol. Cheekah kwam niet terug in de allerlaatste single: Forever as One.